# Вакула Владислав Олегович
Владислав Олегович Вакула (нар. 29 квітня 1999, Бердичів, Житомирська область) — український футболіст, правий вінгер клубу «Зоря».

## Життєпис
Народився в Бердичеві, вихованець різноманітних юнацьких шкіл.
Розпочав дорослу кар'єру в 2016 році в складі аматорського клубу СК «Металіст» (Харків), який заявився на друге коло чемпіонаті Харківської області. У футболці цього клубу зіграв 3 поєдинки обласного чемпіонату. Влітку того ж року підписав контракт зі «Сталю» (Кам'янське), за яку спочатку виступав у молодіжному чемпіонаті України. Дебютував в УПЛ в поєдинку проти львівських «Карпат».
В червні 2018 року підписав контракт з ФК «Маріуполь». За перший сезон у команді відіграв 33 матчі в усіх турнірах, забивши 6 голів.
Новий сезон розпочав у складі «Маріуполя», проте 26 серпня 2019 року підписав 5-річний контракт з донецьким «Шахтарем». Щоправда, сезон 2019–20 на правах оренди футболіст повинен був відіграти в «Маріуполі». Взимку був відкликаний з оренди і закінчив сезон у «Шахтарі».
13 січня 2021 на правах оренди до кінця сезону перейшов до складу «Десни». Проте вже 30 січня гравця було відраховано зі складу чернігівського клубу через порушення спортивного режиму, також було оголошено, що Вакула близький до повернення в «Маріуполь» на правах оренди. Вночі 8 лютого Владислав на автомобілі Mercedes потратив у ДТП; футболіст не вписався в поворот, виїхав на тротуар та збив дорожний знак. Після інциденту в «Маріуполі» відмовилися від футболіста і Вакула дограв сезон у складі «гірників».
11 липня 2021 року був орендований на півтора року полтавською «Ворсклою». За пів року він провів 8 матчів, виходячи на поле на поле з лави запасних.
7 січня 2022 року гравець відправився в оренду у «Полісся», яке виступає у першій лізі. З командою став переможцем Першої ліги, за що отримав звання «Майстер спорту України».
У серпні 2023 року став гравцем одеського «Чорноморця». У складі «моряків» дебютував 23 серпня 2023 року у грі 1/16 фіналу Кубка України 2023/24 «Лівий Берег» — «Чорноморець». У грудні 2023 року покинув одеський клуб.
У лютому 2024 року уклав повноцінний контракт із «Минаєм».

## Досягнення
- Майстер спорту України: 2024[18]